# Lenn Kudrjawizki
Lenn Kudrjawizki, född 1975, är en tysk skådespelare.
Kudrjawizki har bland annat medverkat i filmerna The House och Falskmyntarna. Han har även medverkat i TV-serien Constellation.

## Filmografi (i urval)
- 2007 – Falskmyntarna
- 2022 – The House
- 2024 – Constellation (TV-serie)